# Piršenbreg
Piršenbreg je naselje u Općini Brežice u istočnoj Sloveniji. Piršenbreg se nalazi u pokrajini Štajerskoj i statističkoj regiji Donjoposavskoj. 

## Stanovništvo
Prema popisu stanovništva iz 2002. godine Piršenbreg je imao 265 stanovnika.

### Etnički sastav
1991. godina:
- Slovenci: 225 (92,6%)
- Makedonci 1
- Nepoznato: 17 (7%)